# Comité van Permanente Vertegenwoordigers
Het Comité van Permanente Vertegenwoordigers (Comité des représentants permanents: COREPER) heeft tot taak de werkzaamheden van de Raad van de Europese Unie voor te bereiden, de agenda van deze Raad samen te stellen en de opdrachten die deze Raad aan het Comité verstrekt uit de voeren. Ook ziet het COREPER toe op de werkzaamheden van verschillende werkgroepen die zich bezighouden met het uitwerken van technische kwesties met betrekking tot voorstellen die later in de Raad van de Europese Unie besproken zullen worden.

Het COREPER is samengesteld uit de permanente vertegenwoordigers en hun plaatsvervangers van de lidstaten van de EU in Brussel en kent sinds 1962 twee samenstellingen: 
- COREPER I is samengesteld uit plaatsvervangende permanente vertegenwoordigers. Zij zoeken naar oplossingen voor de technische problemen die samenhangen met het te nemen besluit. Onderwerpen die in COREPER I worden behandeld hebben vaak betrekking op economie en op sociale kwesties;
- COREPER II  bestaat uit de permanente vertegenwoordigers zelf. In COREPER II worden politieke problemen aan de orde gesteld met name waar het externe relaties en justitie- en binnenlandse zaken betreft.

Ook COREPER I en II worden weer voorbereid door speciaal hiervoor ingestelde Raadswerkgroepen. COREPER I wordt sinds 1993 door de Mertens-groep voorbereid en COREPER II sinds 1975 door de Antici-groep. 
Het COREPER bepaalt welke besluiten in de Raad meteen kunnen worden afgehandeld; dit worden A-punten genoemd. Besluiten waarover niet op voorhand overeenstemming is en in de Raad nog discussie en eventueel een stemming te verwachten is, worden B-punten genoemd. Als het COREPER er niet in slaagt om de geschilpunten op te lossen, wordt het onderwerp in elk geval voorzien van een overzicht van de verschillende mogelijke oplossingen en compromissen, die dan ook aan de Raad van de Europese Unie worden voorgelegd.
Door de werkzaamheden van het COREPER kan de besluitvorming in de Raad van de Europese Unie efficiënter verlopen. De vraag is wel of het wenselijk is dat de werkelijke besluitvorming niet in de Raad ligt maar in het COREPER plaatsvindt. Ministers die zitting hebben in de Raad zijn nationale politici met een politiek mandaat, terwijl de leden van het COREPER ambtenaren zijn, maar wel ambtenaren die de besten op het gebied van politiek onderhandelen zijn. Daarnaast is er kritiek op het feit dat de werkelijke inhoudelijke discussie in de gesloten structuur van het COREPER of de Raadswerkgroepen plaatsvindt en niet in de Raad.